# Plan de retirada unilateral israelí

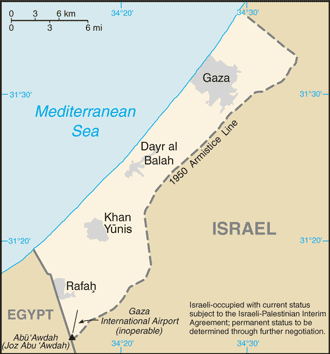
Mapa de la Franja de Gaza.

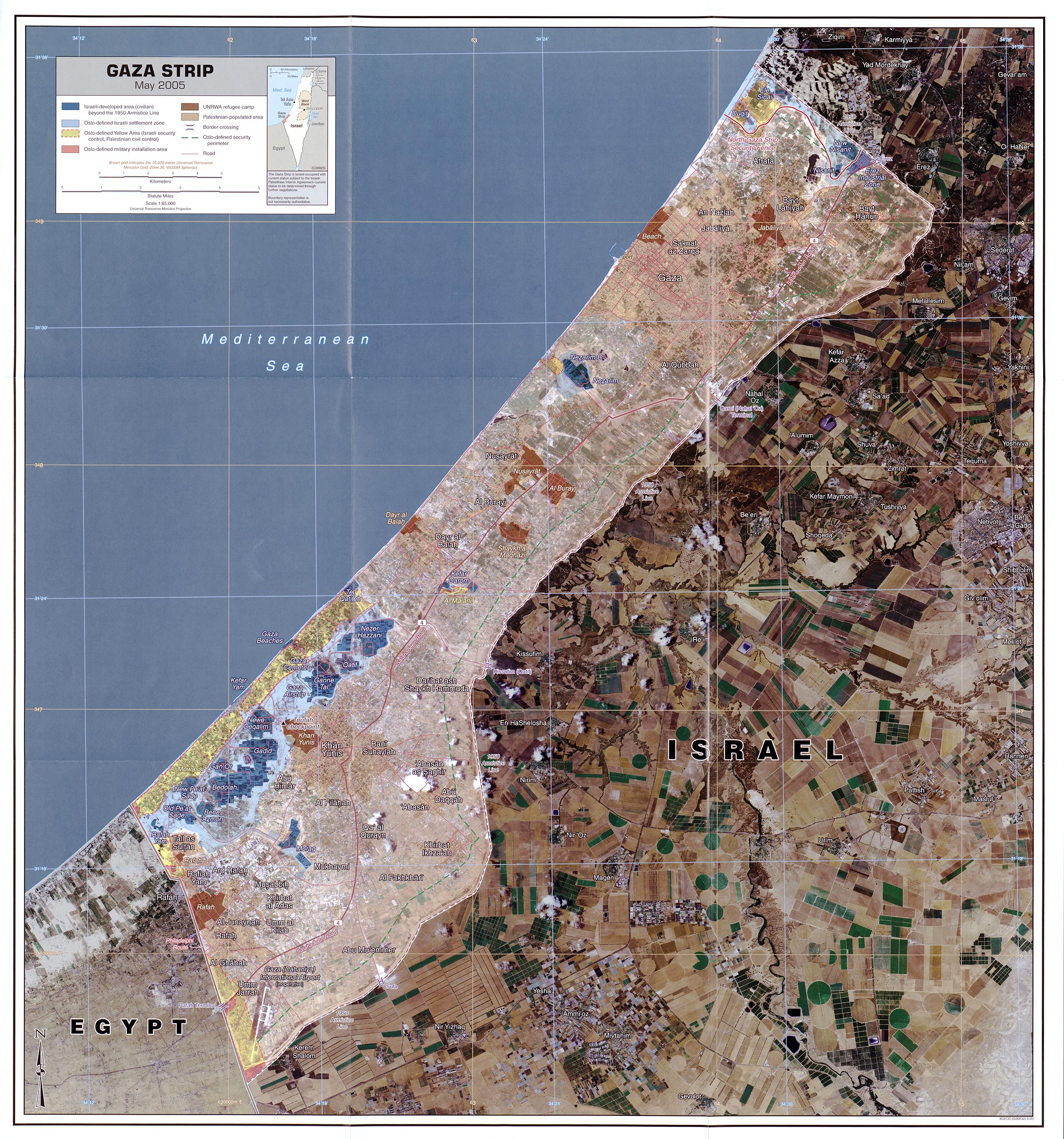
Mapa de la Franja de Gaza en mayo de 2005, unos meses antes de la retirada israelí. Los principales bloques de asentamientos eran las regiones sombreadas de azul de este mapa.

El Plan de retirada unilateral israelí o  Plan de desconexión (en hebreo: תוכנית ההתנתקות; Tojnit Haitnatkut) fue un plan propuesto a principios de 2004 por el entonces primer ministro de Israel Ariel Sharón, adoptado por el Gobierno y aprobado mediante ley del Parlamento israelí (Knéset), que fue llevado a cabo durante la segunda quincena de agosto de 2005. El plan propuso eliminar toda presencia permanente civil israelí de la Franja de Gaza, así como eliminar cuatro asentamientos de la parte norte de Cisjordania, administradas por Israel desde la guerra de los Seis Días. En 2023, el gobierno israelí derogó la ley que amparaba esta retirada y, poco después, legalizó Homesh, uno de los asentamientos evacuados en Cisjordania.

## Fondo
Israel ocupó la Franja de Gaza durante la guerra de los Seis Días. En 1970 se construyó el primer asentamiento israelí. En 1993, como parte de los Acuerdos de Oslo, la Organización para la Liberación de Palestina e Israel acordaron un marco para que los palestinos se autogobernaran en los Territorios Palestinos. En 1994, Israel se retiró de la ciudad de Gaza y Jericó, entregando funciones civiles y urbanas a la Autoridad Nacional Palestina. Estalló la Segunda Intifada y se interrumpieron las negociaciones del proceso de paz.

## Historia

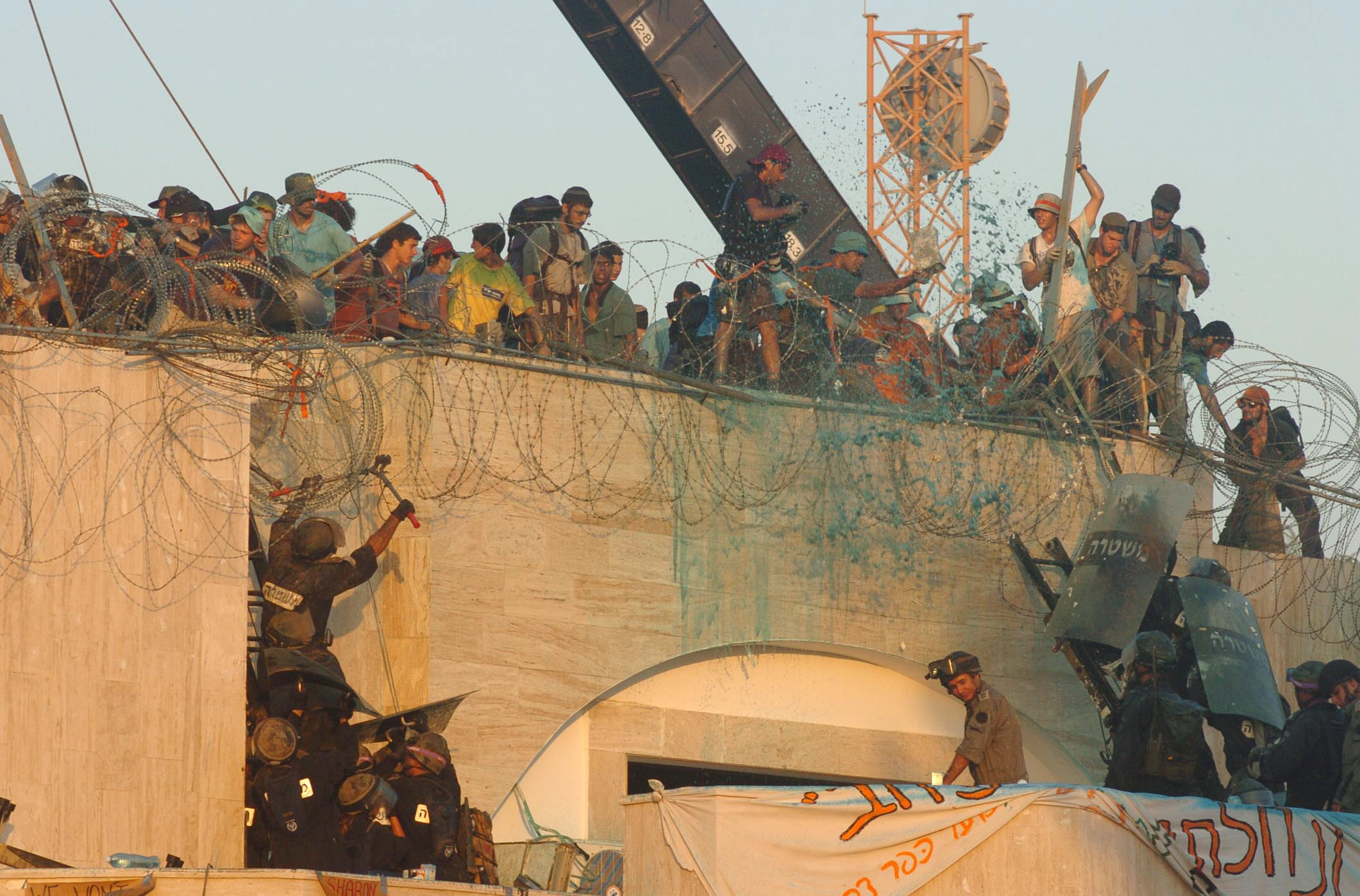
Los residentes protestan contra la evacuación de la comunidad israelí de Kfar Darom. El cartel dice: «¡Kfar Darom no caerá dos veces!». 18 de agosto de 2005

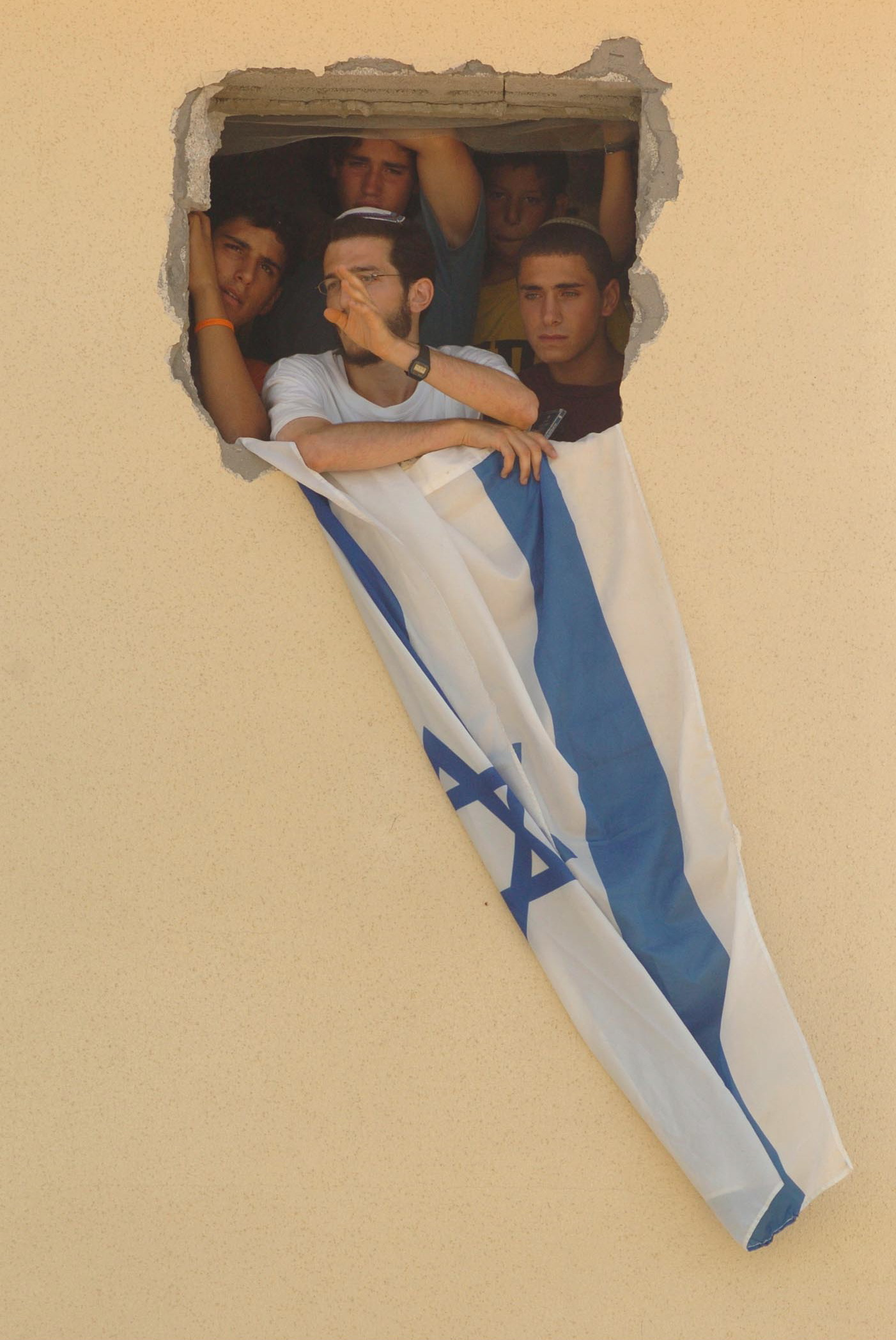
Un grupo de residentes se niega a evacuar el asentamiento israelí Bedolach. 17 de agosto de 2005

En 2005, 21 asentamientos israelíes en la Franja de Gaza fueron desmantelados unilateralmente y los colonos y el ejército israelíes fueron evacuados del interior de la Franja de Gaza.
La retirada fue propuesta en 2003 por el entonces primer ministro israelí Ariel Sharon, adoptada por el gobierno en junio de 2004 y aprobada por la Knesset en febrero de 2005 como Ley de Implementación del Plan de Desconexión. Fue implementado en agosto de 2005 y completado en septiembre de 2005. Los colonos israelíes que se negaron a aceptar compensaciones del gobierno y abandonar voluntariamente sus hogares antes de la fecha límite del 15 de agosto de 2005 fueron desalojados por las fuerzas de seguridad israelíes durante varios días. El desalojo de todos los residentes, la demolición de los edificios residenciales y la evacuación del personal de seguridad asociado de la Franja de Gaza se completó el 12 de septiembre de 2005. El desalojo y desmantelamiento de los cuatro asentamientos en el norte de Cisjordania se completó diez días después. Se reubicaron a ocho mil colonos judíos de los 21 asentamientos de la Franja de Gaza. Los colonos recibieron un promedio de más de 200.000 dólares estadounidenses en compensación por familia.
Después de la retirada de Israel, hubo una mayor libertad de movimiento dentro de Gaza debido al desmantelamiento de los asentamientos israelíes. La retirada de Israel también resultó en la pérdida de las fábricas, talleres e invernaderos de los asentamientos donde trabajaban los habitantes de Gaza. En septiembre de 2005, CNN informó sobre una creciente anarquía en Gaza, grupos militantes rivales compitiendo por el poder y cientos de hombres armados enmascarados de Hamás que portaban rifles y lanzagranadas marchando por las calles de un campo de refugiados.
La retirada de Israel dejó la Franja de Gaza bajo control de la Autoridad Nacional Palestina. Las Naciones Unidas, las organizaciones internacionales de derechos humanos y muchos juristas consideran que la Franja de Gaza todavía está bajo ocupación militar por parte de Israel. Esto es cuestionado por Israel y otros juristas que sostienen que la ocupación requiere una presencia física real de una fuerza militar para mantener la autoridad. Tras la retirada, Israel continúa manteniendo el control directo sobre el espacio aéreo y marítimo de Gaza, seis de los siete cruces terrestres de Gaza, mantiene una zona de amortiguamiento prohibida dentro del territorio, controla el registro de la población palestina y Gaza sigue dependiendo de Israel para sus servicios de agua, electricidad, telecomunicaciones y otros servicios públicos.En 2006, Hamás ganó las elecciones parlamentarias palestinas y, al año siguiente, tomó el control de la Franja de Gaza.

## Descripción del plan
Durante la retirada israelí de la Franja de Gaza, fueron desmantelados 21 asentamientos israelíes civiles, y en el norte de Cisjordania fueron evacuados cuatro:
En la Franja de Gaza: (todos los 21 asentamientos):
- Bedolah
- Bnei Atzmon (Atzmona)
- Duguit
- Elei Sinai
- Gadid
- Gan Or
- Ganei Tal
- Katif
- Kfar Darom
- Kfar Yam
- Kerem Atzmona
- Morag
- Nevé Dekalim
- Netzarim
- Netzer Hazani
- Nisanit
- Pe'at Sade
- Rafiah Yam
- Slav
- Shirat Hayam
- Tel Katifa

Norte de Cisjordania (4 asentamientos):
- Kadim
- Ganim
- Homesh
- Sa-Nur